# Mahasiddha

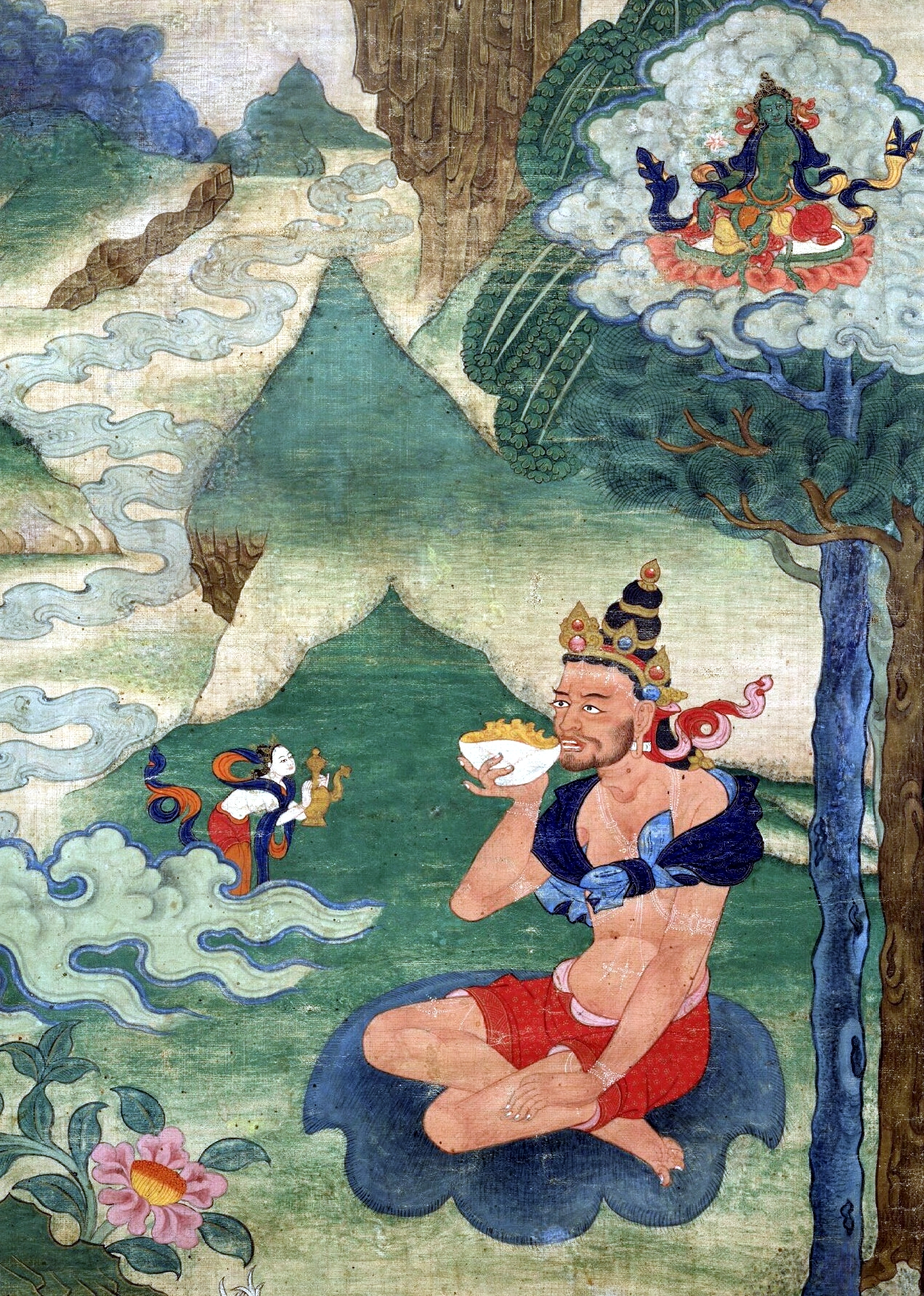
Mahasiddha Naropa

Mahasiddhas (Sanskriet: maha = groot, siddhas = meesters, die siddhi belichamen of cultiveren) zijn een soort excentrieke yogi's of tantristen en zijn belangrijk binnen het tantrische hindoeïsme en het Tibetaans boeddhisme. Een Siddha is een persoon die sadhana beoefent en fysieke of psychische en spirituele gaven wil behalen. Het waren de Mahasiddhas die de innerlijke tantra's opstelden. Hun historische invloed in de Himalaya- en Indo-Arische regio was omvangrijk en bereikte mythische proporties, wat werd vastgelegd in hun hagiografieën. De Mahasiddhas worden gezien als de oprichters van veel Indische en boeddhistische tradities en geslachten.
De exacte genealogie en historische data van de Mahasiddhas zijn niet zeker. Men schat dat dit ongeveer tussen het jaar 750 en 1150 n.Chr. moet liggen.
Er wordt in zowel de hindoeïstische als de Tibetaans boeddhistische tradities aangenomen dat er 84 Mahasiddhas zijn, met een zekere overlapping in de beide lijsten. Het aantal komt overeen met het nummer van siddhi of occulte krachten waaraan wordt vastgehouden in de Dharmische religies. In Tibetaanse kunst worden ze vaak samen als een duo afgebeeld, zoals in de thangkaschilderingen waar ze ook wel gezamenlijk in randdecoraties rond een centraal figuur worden gebruikt.
De asterisk * betekent vrouwelijk
1. Acinta of Acintapa, de gierige kluizenaar
2. Ajogi of Ayogipa, de afgewezen mislukkeling
3. Anangapa, Ananga of Anangavajra
4. Aryadeva of Karnaripa, de lotusgeborene of de eenoog
5. Babhaha, 'de vrije minnaar
6. Bhadrapa, de snob of de exclusieve brahmaan
7. Bhandepa, de afgunstige god
8. Bhiksanapa, Siddha met twee tanden
9. Bhusuku, Bhusukupada of Shantideva, de luie monnik
10. Camaripa, de goddelijke schoenmakervert. Eng: cobbler
11. Campaka of Campakapada, de bloemenkoning
12. Carbaripa of Carpati, hij die mensen in steen veranderde
13. Catrapa, de gelukhebbende bedelaar
14. Caurangipa, de beenloze of de uiteengerukte stiefzoon
15. Celukapa, de opnieuw tot leven gebrachte klaplopervert. Eng: drone
16. Darikapa, de koning van de slaven of tempelhoer
17. Dengipa, de courtisane brahmaanse slaaf
18. Dhahulipa, de geblaarde touwmaker
19. Dharmapa, de eeuwige student
20. Dhilipa, de epicuristische koopman (volgeling van Epicurus)
21. Dhobipa, de wijze wasman
22. Dhokaripa, de schaal-/bokaaldrager
23. Dombipa, de tijgerberijder
24. Dukhandi, de morgenster
25. Ghantapa, de celibataire monnik/beldrager
26. Gharbari of Gharbaripa, de berouwvolle geleerde (Sanskriet: pandita)
27. Godhuripa, de vogelvanger
28. Gorakhnath of Goraksha, de onsterfelijke koeienherder
29. Indrabhuti, leer verspreid aan Tilopa
30. Jalandhara, de door Dakini's verkozene
31. Jayananda, de kraaimeester
32. Jogipa, de Siddhapelgrim
33. Kalapa, de knappe gek
34. Kamparipa, de smid
35. Kambala, de yogi van het zwarte laken
36. Kanakhala*, de jongste van de twee hoofdloze gezusters
37. Kanhapa of Krsnacarya, de donkergekleurde of de donkere Siddha
38. Kankana, de Siddhakoning
39. Kankaripa, de verlaten weduwe
40. Kantalipa, de voddenraper of de voddenkleermaker
41. Kapalapa, de schedeldrager
42. Khadgapa, de meesterdief of de onbevreesde dief
43. Kilakilapa, de verbannen grote mond
44. Kirapalapa of Kilapa, de berouwvolle veroveraar
45. Kokilipa, de zelfingenomen estheet/kunstgevoelige
46. Kotalipa of Tog tse pa, de boergoeroe
47. Kucipa, de yogi met kropgezwel in de nek
48. Kukkuripa, de hondenliefhebber
49. Kumbharipa, de pottenbakker
50. Laksminkara*, de gekke prinses
51. Lilapa, de koninklijke hedonist
52. Lucikapa, de ontsnapte
53. Luipa, leer verspreid aan Tilopa
54. Mahipa, de grootste
55. Manibhadra*, de modelvrouw of de gelukkige huisvrouw
56. Medhini, de vermoeide boer
57. Mekhala*, de oudste van de twee hoofdloze gezusters
58. Mekopa, de wild-ogende goeroe of de goeroe met dreigende starende ogen
59. Minapa, de visser Matsyendranath
60. Nagabodhi, de dief met rode horens
61. Nalinapa, the 'Self-Reliant Prince';
62. Naropa, de onverschrokkene of de onverschrokken discipel
63. Nirgunapa, de verlichte zwakzinnige
64. Pacaripa, de pasteibakker
65. Pankajapa, de lotusgeboren brahmaan
66. Putalipa, de bedelende icoondrager
67. Rahula, het verjongde kind
68. Samudra, de parelduiker
69. Santipa of Ratnakarasanti, de hoge leraar, in Brogmi
70. Saraha,
71. Saroruha of Sakara, het lotuskind
72. Sarvabhaksa, de Siddha met lege maag of de gulzigaard
73. Savaripa, de jager, waarvan wordt gezegd dat hij incarneerde in Drugpa Künleg
74. Syalipa, de jakhalsyogi
75. Tantepa, de gokker
76. Tantipa of Tanti, de seniele wever
77. Thaganapa, de meester van de leugen
78. Tilopa, de olieperser of de grote afstandvert. Eng. renunciate
79. Udhilipa, de vliegende Siddha of het vogelmens
80. Upanaha, de schoenmaker
81. Ugyenpa of Urgyenpa
82. Vinapa, de muziekliefhebber of de muzikant (leer verspreid aan Indrabhuti) en Tilopa
83. Virupa, inspireerde de sakyatraditie
84. Vyalipa, de courtisane alchemist